# Trogon violaceus
El trogón violáceo, trogón de las Guayanas, surucuá violeta chico, sorocuá violeta, sorocuá violáceo norteño, coa violacea o coa violácea amazónica (Trogon violaceus) es una especie de ave trogoniforme de la familia Trogonidae cuya área de distribución se extiende desde México a la cuenca amazónica. No se reconocen subespecies.